# Kuot
Le kuot est une langue parlée par environ 1 500 personnes en Papouasie-Nouvelle-Guinée, au nord et au centre de l’île de Nouvelle-Irlande. C’est la seule langue de Nouvelle-Irlande qui ne soit pas austronésienne ; le peuple qui la parle doit donc être arrivé sur l’île avant les Austronésiens. Elle est en voie d’extinction, peu à peu remplacée par le tok pisin, le pidgin qui sert de langue véhiculaire en Papouasie-Nouvelle-Guinée.
Le kuot est un isolat linguistique. C’est une langue différente des autres langues parlées en Papouasie-Nouvelle-Guinée, à la fois pour sa grammaire et son vocabulaire.
Il est caractérisé par un ordre des mots de type V(S)(O), inhabituel dans la région.